# How Caple
How Caple is een civil parish in het Engelse graafschap Herefordshire. In 2001 telde het civil parish 138 inwoners. Op How Caple landgoed staat het landhuis How Caple Court en een kerk uit de dertiende eeuw gewijd aan de heiligen Andreas en Maria.   
Het plaatsje ligt in een bocht van de rivier Wye. How Caple komt in het Domesday Book (1086) voor als 'Capel'.